# Super Real Me
Super Real Me là đĩa mở rộng (EP) đầu tay của nhóm nhạc nữ Hàn Quốc Illit. EP được phát hành vào ngày 25 tháng 3 năm 2024 bởi Belift Lab và YG Plus. Album có bốn bài hát, bao gồm cả đĩa đơn chủ đạo "Magnetic". EP đầu tay Super Real Me đã bán được hơn 380.000 album vật lý trên toàn thế giới trong tuần đầu tiên phát hành.

## Bối cảnh
Ngày 13 tháng 2 năm 2024, Belift Lab chính thức xác nhận rằng Illit sẽ ra mắt vào tháng 3. Ngày 21 tháng 2 năm 2024, hãng cũng xác nhận rằng Illit sẽ ra mắt cùng một đĩa mở rộng (EP) với chủ tịch Hybe trong vai trò là nhà sản xuất chính. Ngày 26 tháng 2 năm 2024, hãng đĩa tiết lộ tên EP đầu tay của Illit, Super Real Me, cùng với việc có đặt hàng trước cho albums. Một tuần sau, danh sách ca khúc trong EP cũng được tiết lộ thông qua các tài khoản mạng xã hội, với "Magnetic" là đĩa đơn chính. Tám ngày sau, teaser highlight medley được hé lộ. EP được phát hành vào ngày 25 tháng 3 năm 2024, cùng với video âm nhạc cho "Magnetic".

## Danh sách bài hát
| Danh sách bài hát của Super Real Me | Danh sách bài hát của Super Real Me | Danh sách bài hát của Super Real Me | Danh sách bài hát của Super Real Me | Danh sách bài hát của Super Real Me |
| STT                                 | Nhan đề                             | Sáng tác | Phối khí                            | Thời lượng                          |
| ----------------------------------- | ----------------------------------- | --- | ----------------------------------- | ----------------------------------- |
| 1.                                  | "My World"                          | Albin Tangblad Lara Andersson Elin Bergman Bang Si-hyuk Ellie Suh (153/Joombas) Moon Yeo-reum (Jam Factory Vincenzo Noh Ju-hwan January 8th Lee Yi-jin Choi Bo-ra (153/Joombas) | Tangblad                            | 1:47                                |
| 2.                                  | "Magnetic"                          | Slow Rabbit Bang Martin Salem Ilese Danke Vincenzo Lee Sophie Leigh McBurnie Lauren Amber Aquilina Marcus Andersson Kim Kiwi Oh Hyun-seon (Lalala Studio) James                 | Slow Rabbit Bang Martin             | 2:40                                |
| 3.                                  | "Midnight Fiction"                  | Noh Stella Jones Ryu Hyun-woo Moon Ji-young (Lalala Studio) Kim Ji-soo (Lalala Studio) Bang Vincenzo Danke                                                                      | Noh                                 | 2:48                                |
| 4.                                  | "Lucky Girl Syndrome"               | Stint Alna Hofmeyr Annika Bennett Shinkung Shin Bo-eun (Jam Factory) Bang Lee Noh Vincenzo Cha Ri (153/Joombas) Na Do-yeon (153/Joombas)                                        | Stint                               | 2:20                                |
| Tổng thời lượng:                    | Tổng thời lượng:                    | Tổng thời lượng: | Tổng thời lượng:                    | 9:36                                |

## Bảng xếp hạng
| Bảng xếp hạng (2024)                  | Thứ hạng cao nhất |
| ------------------------------------- | ----------------- |
| Album Nhật Bản (Oricon)               | 3                 |
| Japanese Combined Albums (Oricon)     | 3                 |
| Japanese Hot Albums (Billboard Japan) | 3                 |
| South Korean Albums (Circle)          | 3                 |
| US Heatseekers Albums (Billboard)     | 4                 |
| US Independent Albums (Billboard)     | 45                |
| US World Albums (Billboard)           | 5                 |

| Bảng xếp hạng (2024)         | Thứ hạng |
| ---------------------------- | -------- |
| Japanese Albums (Oricon)     | 19       |
| South Korean Albums (Circle) | 6        |

## Lịch sử phát hành
| Khu vực   | Ngày                | Định dạng           | Hãng               |
| --------- | ------------------- | ------------------- | ------------------ |
| Nhiều nơi | 25 tháng 3 năm 2024 | Tải nhạc trực tuyến | Belift Lab YG Plus |
| Hàn Quốc  | 25 tháng 3 năm 2024 | CD                  | Belift Lab YG Plus |